# ویکی پنیا
ویکی پنیا (کاتالونیایی: Vicky Peña؛ زادهٔ ۱۱ ژانویه ۱۹۵۴) صداپیشه و بازیگر تئاتر، سینما و تلویزیون اهل اسپانیا است.
او یکی از مهم‌ترین صداپیشگان کاتالان و اسپانیولی محسوب می‌شود.
از فیلم‌ها یا برنامه‌های تلویزیونی که وی در آن نقش داشته است، می‌توان به لیبرتاد،ref>Jiménez, Jesús (23 October 2021). "Seminci de Valladolid Clara Roquet: "'Libertad' trata sobre la amistad, el paso a la edad adulta y la lucha de clases"". rtve.</ref> مارکیز و کنسول سدوم اشاره کرد.
وی همچنین برنده جوایزی همچون جایزه کرئو د سن ژردی و جایزه ملی تئاتر شده است.